# Alfie Bass
Alfred (Alfie) Bass (Londen, 10 april 1916 – aldaar, 15 juli 1987) was een veelzijdige Engels acteur, die in vele producties heeft meegedaan. Hij speelde onder andere de rol van mr. Harry Goldberg in Are You Being Served?.
Bass is getrouwd geweest met Beryl Bryson en had twee kinderen. Hij overleed in 1987, op 71-jarige leeftijd, aan een hartaanval.

## Filmografie
- Minder (televisieserie) - Morrie Levin (afl. The Son Also Rises, 1982)
- Dick Turpin (televisieserie) - Isaac Rag (5 afl., 1979-1980)
- Are You Being Served? (televisieserie) - Mr. Harry Goldberg (8 afl., 1979)
- Moonraker (1979) - Zwerver die lijkkist ziet drijven in Venetië
- Danger UXB (televisieserie) - Reg Preston (afl. Just Like a Woman, 1979)
- The Famous Five (televisieserie) - Mr. Tapper (2 afl., 1978)
- Return of the Saint (televisieserie) - Sammy (afl. Tower Bridge Is Falling Down, 1978)
- Revenge of the Pink Panther (1978) - Fernet
- Come Play with Me (1977) - Kelly
- A Roof Over My Head (televisieserie) - Flamewell (1977)
- The Howerd Confessions (televisieserie) - Chalky White (afl. 1.5, 1976)
- Star Maidens (televisieserie) - Gatekeeper (afl. Nightmare Cannon, 1976)
- Our Mutual Friend (miniserie,1976) - Silas Wegg
- Till Death Us Do Part (televisieserie) - Bert Reed (afl. onbekend, 1975)
- The Adventures of Black Beauty (televisieserie) - Wilf (afl. Where's Jonah?, 1974)
- The Goodies (televisieserie) - De reus (afl. The Goodies and the Beanstalk, 1973)
- The Goodies (televisieserie) - Town Planner (afl. Camelot, 1973)
- The Goodies and the Beanstalk (televisiefilm, 1973) - De reus
- Arthur of the Britons (televisieserie) - Trader (afl. The Swordsman, 1973)
- Black and Blue (televisieserie) - Sylv (afl. Soap Opera in Stockwell, 1973)
- Budgie (televisieserie) - Dickie Silver (afl. 24,000 Ball Point Pens, 1972)
- The Magnificent Seven Deadly Sins (1971) - Mr. Spencer (segment 'Pride')
- The Fixer (1968) - Potseikin (niet op aftiteling)
- Up the Junction (1968) - Charlie
- Sanctuary (televisieserie) - Juggy Simpkin (afl. The Cheapest Tailor in London, 1967)
- Vacant Lot (televisieserie) - Alf Grimble (1967)
- The Fearless Vampire Killers (1967) - Shagal, the Inn-Keeper
- A Challenge for Robin Hood (1967) - De taartverkoper
- A Funny Thing Happened on the Way to the Forum (1966) - Gatekeeper
- Armchair Theatre (televisieserie) - Bert (afl. Daughter of the House, 1966)
- Alfie (1966) - Harry Clamacraft
- Doctor in Clover (1966) - Fleming
- The Sandwich Man (1966) - Yachtsman
- Help! (1965) - Portier
- Frankie Howerd (televisieserie) - Rol onbekend (afl. 1.4, 1965)
- Gideon's Way (televisieserie) - Max Fischer (afl. State Visit, 1965)
- Z-Cars (televisieserie) - George Hasty (afl. Bring Back the Cat, 1964)
- A Midsummer Night's Dream (televisiefilm, 1964) - Flute
- Foreign Affairs (televisieserie) - Montagu 'Bootsie' Bisley (1964)
- Mr. Scrooge (televisiefilm, 1964) - Bob Cratchett
- Bootsie and Snudge (televisieserie) - Pvt. 'Bootsie' Bisley (37 afl., 1960-1961)
- The Millionairess (1960) - Fish Curer
- The Army Game (televisieserie) - Pvt. 'Bootsie' Bisley (afl. onbekend, 1957-1960)
- I Was Monty's Double (1958) - The Small Man
- A Tale of Two Cities (1958) - Jerry Cruncher
- I Only Arsked! (1958) - Excused Boots Bisley
- Hell Drivers (1957) - Tinker, Truck Driver
- Carry on Admiral (1957) - Orderly
- The Adventures of Robin Hood (televisieserie) - Lepidus (2 afl., 1956, 1957)
- No Road Back (1957) - Rudge
- The Adventures of Sir Lancelot (televisieserie) - Barney Brandygore (afl. Theft of Excalibur, 1956)
- A Touch of the Sun (1956) - May
- The Bespoke Overcoat (1956) - Fender (Ghost)
- The Buccaneers (televisieserie) - Sawney (afl. Blackbeard, 1956)
- Child in the House (1956) - Ticket collector
- The Scarlet Pimpernel (televisieserie) - Citizen (afl. Lady in Distress, 1956)
- Jumping for Joy (1956) - Blagg
- Behind the Headlines (1956) - Sammy
- Sailor Beware (1956) - Organist (niet op aftiteling)
- King's Rhapsody (1955) - Man in crowd
- The Adventures of Robin Hood (televisieserie) - Edgar (3 afl., 1955)
- A Kid for Two Farthings (1955) - Alf
- The Ship That Died of Shame (1955) - Sailor on 1087 (niet op aftiteling)
- The Night My Number Came Up (1955) - Soldier
- Make Me an Offer (1955) - Fred Frames
- Svengali (1954) - Carrell
- To Dorothy a Son (1954) - Cab Driver
- Time Is My Enemy (1954) - Ernie Gordon
- Murder by Proxy (1954) - Ernie
- The Bespoke Overcoat (kortfilm, 1956) - Fender
- Passing Stranger (1954) - Harry
- The Angel Who Pawned Her Harp (1954) - Lennox
- The Square Ring (1953) - Frank Forbes
- Top of the Form (1953) - Artie Jones
- The Planter's Wife (1952) - Soldier
- Brandy for the Parson (1952) - Dallyn
- Treasure Hunt (1952) - Rol onbekend
- Derby Day (1952) - Spider Wilkes
- Made in Heaven (1952) - Mr. Jenkins
- High Treason (1951) - Albert Brewer (niet op aftiteling)
- The Lavender Hill Mob (1951) - Shorty Fisher
- The Galloping Major (1951) - Newsboy
- Pool of London (1951) - Alf, a henchman
- Talk of a Million (1951) - Lorcan
- Stage Fright (1950) - Stage Hand with Microphone (niet op aftiteling)
- Boys in Brown (1949) - Basher
- The Hasty Heart (1949) - Orderly
- The Monkey's Paw (1948) - Speedway Track Manager
- Man on the Run (1948) - Bert the Barge Mate
- Vice Versa (1948) - 1st Urchin
- It Always Rains on Sunday (1947) - Dicey Perkins
- Holiday Camp (1947) - Redcoat
- Brief Encounter (1945) - Waiter at the Royal (niet op aftiteling)
- Johnny Frenchman (1945) - Corporal
- The Bells Go Down (1943) - Rol onbekend (niet op aftiteling)